# Муниципијум Јасорум
Муниципијум Јасорум или Рес публика Јасорум (лат. Res publica Iasorum, Respublica Iassorum, Municipium Iasorum) је била административна територија у античкој римској Панонији. Налазила се на подручју данашњег Дарувара (и у његовој широј околини), на простору данашње Славоније у Хрватској. Административни центар територије био је град Municipium Iasorum (познат и као Aquae Balissae, Jasi и Јазора), а налазио се на месту или у близини данашњег Дарувара. Територија Муниципијума Јасорум простирала се између Саве и Драве.

## Име
Називи Res Publica Iasorum и Municipium Iasorum (букв. градска општина Јасâ, муниципија/градска самоуправа Јасâ) односили су се како на саму територију, тако и на њен административни центар.

## Историја
Први писани извори помињу на овом подручју панонско (илирско)-келтско племе под називом Јаси. Јаси су били аутохтони становници Паноније, али постоји могућност њиховог далеког иранског порекла, с обзиром на сличност њиховог имена са именом сарматских Јазига. Јаси су, према Плинију, становали на обе обале реке Драве.
Први контакт Јаса са Римљанима догодио се у време римског освајања насеља Segestica, 159. или 156. године п. н. е. После сузбијања Батоновог устанка (6-9. година нове ере), Римљани оснивају војни логор у даруварском басену, на месту некадашњег јашког опидума. Током процеса романизације, племенско насеље стиче статус општине. Поделом Паноније на почетку 2. века, насеље је припало провинцији Горњој Панонији.
У време Хадријанове владавине, италски имигранти, ветерани и други страни носиоци права римских грађана, заједно са домаћим становништвом, организују Municipium Iasorum на месту античког опидума. Град је био административни центар Јаса, на чијој су великој територији формирана и друга насеља, као што су Aquae Iasae и Civitas Iovia.

## Натписи
Према пронађеном натпису у остацима римског купатила у близини Дарувара, Рес публика Јасорум је ово купатило посветила цару Комоду (владао од 180. до 192. године нове ере). Натпис на латинском језику гласи:
(У преводу на српски: Божанском цезару Луцију Аурелију Комоду, оцу отаџбине, ове терме посветила је јаска општина)
На другом натпису је уписано следеће:
- (терме)

(Јаске терме посвећене Херкулу)
На овом археолошком локалитету пронађени су и многобројни комади римског новца, од којих су сви златни примерци ковани под царем Комодусом.